# Susanne Georgi

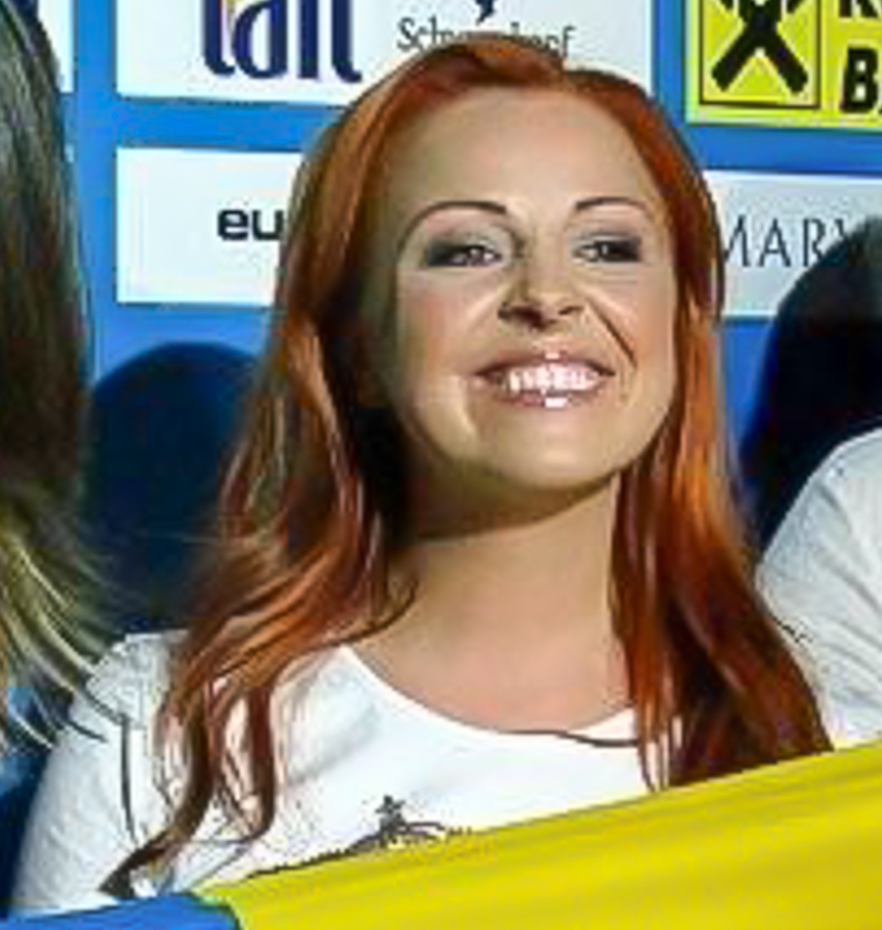
Susanne Georgi

Susanne Jonah-Lynn Georgi Puigcercós (Sjølund, 27 juli 1976), beter bekend als kortweg Susanne Georgi, is een Deense zangeres die woonachtig en werkzaam is in Andorra.

## Me & My
Georgi begon haar zangcarrière tezamen met haar jongere zusje Pernille in het duo Me & My. Dit duo had diverse hits in Europa.
In 2007 deed het duo mee aan Melodi Grand Prix, de Deense voorselectie voor het Eurovisiesongfestival. Ze kwamen er met hun lied Two are stronger than one niet verder dan de zesde plaats. Als troost mocht Georgi tijdens de puntentelling op het festival de Deense punten doorgeven.

## Solocarrière
Na het uiteenvallen van "Me & My" besloot Georgi alleen verder te gaan, zonder haar zus. In een tamelijk korte tijd bracht zij drie soloalbums uit: Sweet, Susanne en Tum Dek Dak.

## Eurovisiesongfestival 2009
In 2009 waagde Georgi een tweede poging om naar het Eurovisiesongfestival te gaan. Dit deed ze echter niet in Denemarken, maar in Andorra, waar ze al sinds 1995 woont. Het liedje waarmee ze deelnam was La teva decisió, dat ze samen schreef met haar zusje Pernille, Rune Braager, Marcus Winther-John en Lene Dissing. Het lied werd deels gezongen in het Engels en deels in het Catalaans, twee talen die Georgi vloeiend spreekt. Haar populariteit bij het grote publiek was bij de Andorrese voorselectie duidelijk merkbaar: ze kreeg 47% van de jurystemmen en 66% van de publieksstemmen (middels televoting). Hiermee werd ze uitverkoren om voor Andorra naar het Eurovisiesongfestival in Moskou te gaan. Ze trad er op 12 mei 2009 aan in de halve finale, maar slaagde er niet in zich voor de finale te kwalificeren; ze eindigde met slechts 8 punten op de vijftiende plaats.
Met de teleurstellende prestatie van Georgi kwam er voor Andorra een einde aan deelname aan het Eurovisiesongfestival; in 2010 trok het land zich terug vanwege financiële problemen en verklaarde dat het voorlopig niet mee zou doen aan het songfestival.

## Muziekstijl
Georgi speelt met diverse muziekstijlen door elkaar. Duidelijke stijlen zijn voornamelijk Arabisch, latin en R&B.